# Trévé
Trévé é uma comuna francesa na região administrativa da Bretanha, no departamento Côtes-d'Armor. Estende-se por uma área de 26,37 km². Em 2010 a comuna tinha 1 711 habitantes (densidade: 64,9 hab./km²).